# Waris jezici
Waris jezici, jedna od tri glavne jezične skupine papuanske porodice border, nekada dio transnovogvinejske porodice, koja obuhvaća osam jezika raširenih u Papui Novoj Gvineji. Skupina waris zajedno sa skupinama bewani (5) jezika i taikat (2) jezika, čini porodicu border.
Predstavnici su: amanab [amn], 4.420 (2003 SIL); auwe ili simog [smf], 410 (2003 SIL); daonda [dnd], 170 (2003 SIL); imonda [imn], 250 (1994 SIL); manem [jet], 900; sowanda [sow], 1.180; viid ili senggi [snu] (Indonezija), 250 (2005 SIL); waris ili walsa [wrs], 4,000.

## Vanjske poveznice
- Ethnologue (14th)